# Hệ thống các giải bóng đá ở Tuvalu
Hệ thống các giải bóng đá ở Tuvalu, là một chuỗi các giải bóng đá liên kết với nhau dành cho các câu lạc bộ bóng đá ở Tuvalu.

## Cấu trúc
A-Division gồm 8 đội. Bên cạnh A-Division là B-Division (Cấp độ 2), gồm 5 đội dự bị của A-Division. Tất cả các đội bóng ở A và B-Division là các đội bóng nghiệp dư và không có lên xuống hạng giữa hai hạng đấua.